# Ramazetter Károly
Ramazetter Károly (Ramassetter)  (Sümeg, 1822. április 27. – Budapest, 1912–1925 között) könyvkereskedő és nyomdász volt.

## Élete
Ramasetter Lipót és Klausz Erzsébet fia. Fiatalon elkerült Sümegről. Ismeretlen okok miatt minden kapcsolatát megszakította családjával. Az 1860-as években veszprémi nyomdájának neve még ott szerepelt a sümegi alreáliskola évkönyveinek borítóján, de ezt követően semmi írásos nyoma sincs. Bátyja, Ramassetter Vince 1878-ban bekövetkezett halálakor sem említették nevét a nekrológban. 
Mesterségét Kecskeméten tanulta, 1843-ban Szilády Károlynál volt nyomdászsegéd. 1847-ben már Számmer Nyomdáját vásárolta meg Veszprémben, ami a város központjában, az akkori Piac térre nyíló Fő utca 56. számú egyemeletes házban üzemelt. Hamarosan könyvkötő műhellyel és könyvkereskedéssel is kiegészítette. Az 1848–49-es forradalom és szabadságharc idején a megyei hivatalok nyomtatványszükségletét ez a nyomda elégítette ki és szintén itt készült a veszprémi nemzetőrség ideiglenes szabályzata. Nevéhez fűződik az első veszprémi gyorsnyomda felállítása, a megyében is elsőként, az 1850-es évek legelején. 1865. május 24. és 1867 augusztus 4. között nyomdájában készült az Eötvös Károly megyei jegyző által szerkesztett Veszprém című, a város első, vegyes tartalmú  hetilapja, majd 1869-től, Veszprémmegyei Közlöny címmel újabb hetilappal próbálkozott. 1867-ben kölcsön-könyvtárat is nyitott. Több mint két évtizedes veszprémi munka után elhagyta a várost és 1862-ben egy új nyomdát alapított Pécsen. A sok utazással járó nehézségek miatt 1869-ben veszprémi vállalkozását átadta Knauer Andor nyomdásznak, 1862–1880 között a Lyceum nyomdát is bérelte, aminek később tulajdonosa volt. Eközben (1873–1888) saját nyomdát is üzemeltetett (Boltív köz, Reinfeld-féle ház), ahol Taizs Mihály után ő nyomtatta a Pécsi Figyelő című hetilapot. 1873. január 13-án a pécsi nyomdászegylet tiszteletbeli elnökévé választották, noha természetével sok bosszúságot okozott a tagoknak, többször majdnem meg is szűnt miatta a szervezet működése. Pécsi munkássága az 1890-es évekig követhető. 1897-ben pécsi nyomdáját unokaöccsének, Koller Lipótnak adta bérbe, kinek nemsokára bekövetkezett elhunyta után nyomdáját felhozatta a fővárosba és eladta. 90 évet meghaladó korban a budapesti kereskedők szegényházában halt meg egy Pécsi Napló cikk szerint. Még a régi Pécs-Budai külvárosi temetőben helyezték nyugalomra, amit az 1930-as években felszámoltak.
Felesége Gärtner Karolina (elhunyt 1883. február 26-án Hamburgban), feltűnő, nagy műveltségű leányaik, Margit, Matild, Izabella és Jolán – utóbbi színésznő lett és a Comédie-Française-ban játszhatott tragikai szerepeket, egy másik zongoraművésznő volt. Fiaik Árpád, illetve Kálmán, aki 1882. január 17-én délelőtti 11 órakor, életének 21-ik évében öngyilkos lett.